# Huentelauquén
Huentelauquén es una localidad del Norte Chico de Chile ubicada en la comuna de Canela, en la región de Coquimbo. Tiene una población de 1290 habitantes.

## Demografía
La localidad, según el censo de 2017, posee una población de 1290 habitantes, de los cuales 647 son hombres y 643 son mujeres. Este dato corresponde a Huentelauquén Norte y Huentelauquén Sur. Para el censo de 2002 la población total era de 667 habitantes.

## Lugares de interés

### Humedal Huentelauquén
Ubicado en la desembocadura del río Choapa, es el humedal más grande de la región de Coquimbo, con una superficie de aproximadamente 200 hectáreas. Está catalogado como un sitio de alto interés científico debido al endemismo en su flora y a la evidencia de antiguos poblamientos humanos correspondientes a los denominados como Complejo Cultural Huentelauquén.
En el área se han registrado un centenar de especies de aves. En la zona del llano costero pueden ser vistos ejemplares de dormilona tontita, chorlo de campo, queltehue y jote de cabeza negra, entre otros. En la zona de vegas y cultivos, luego del primer llano, se encuentran ejemplares de loica, chincol, diuca y peuco, entre otros. Otras zonas donde se pueden avistar especies son la duna costera, el espejo de agua, la desembocadura y en la playa.